# Jean Renoir
Jean Renoir (París, 15 de septiembre de 1894-Beverly Hills, 12 de febrero de 1979) fue un director de cine, guionista y actor francés. Era el segundo hijo del famoso pintor impresionista Pierre-Auguste Renoir.
Sus películas, durante décadas incomprendidas en su verdadera dimensión, se ven desde hace tiempo ya como obras clave dentro del desarrollo de la historia del cine francés entre 1930 y 1950, antes de que se iniciara en Francia la nouvelle vague. La influencia sobre el cine de François Truffaut, entre otros, es especialmente notable.

## Biografía

Gabrielle y Jean, por Pierre-Auguste Renoir.

### Sus comienzos
Estudió en el Sainte-Marie de Monceau, un colegio católico privado en París.

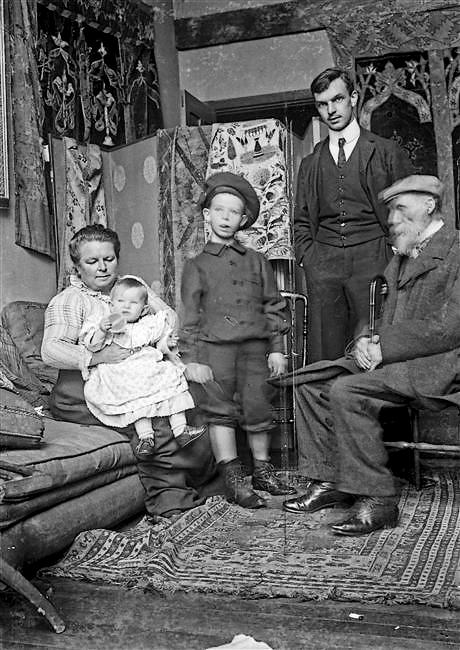
La familia de Auguste Renoir (en su casa del 73, rue Caulaincourt de París hacia 1902-1903: Auguste Renoir, su mujer Aline Charigot sosteniendo a Claude, Jean (con una gorra) y Pierre.

Tras unos estudios mediocres, Jean Renoir se alistó en el cuerpo de dragones en 1912. Soldado durante la Primera Guerra Mundial, sirvió en la aviación a partir de 1916. Sufrió una herida en la pierna que hará que cojee toda su vida. 
En 1920, se casó con una de las modelos de su padre, Andrée Madeleine Heuchling, y abrió un taller cerámico. El estreno, en 1921, de la película de Erich von Stroheim, Esposas frívolas (Foolish Wives), fue determinante en su futura carrera como cineasta.
En 1924, hizo el guion y produjo Catherine ou une vie sans joie; estaba dirigida por Albert Dieudonné, aunque él asimismo participó en su realización. Trabajaba su joven esposa.
Su primer largometraje, La Fille de l'eau (1924), era una fábula bucólica con estética impresionista, en el que participa su mujer, que había adoptado el seudónimo de Catherine Hessling, y su hermano mayor, Pierre Renoir. 
La tibia acogida que se dispensó a la película no desanimó al cineasta, que poco después se aventurará en una costosa producción, Nana, basada en la novela homónima de Émile Zola, en 1926. Para financiarla venderá algunos de los lienzos de su padre que había heredado. Para él, era su primera película, y el influjo de Stroheim, Esposas frívolas, está reconocido. Hay un contraste evidente entre criados y señores, y aparece un tema de Renoir, su afición al espectáculo.
Más adelante se lanzará a una serie de películas de inspiración diversa, que no siempre convencieron al público, como La Petite Marchande d'allumettes, basada en el relato de Hans-Christian Andersen, 1928; Tire-au-flanc, comedia militar, 1928, que se ha descuidado, a juicio de Bazin, por su mezcla de lo cómico y lo trágico, la fantasía y la crueldad; On purge Bébé, (basada en Georges Feydeau, 1931).

### Período realista
La Golfa (1931) marca un cambio en la obra de Jean Renoir. Es una de las primeras películas sonoras, adaptada partiendo de una novela de Georges de La Fouchardière. Esta bella La Golfa dio a Michel Simon uno de sus mejores papeles, el de un pequeño burgués celoso, asesino y torpe (el actor era homenajeado por el cineasta). Fue una empresa desmesurada, dice Renoir, que careció de éxito.
Tras La Nuit du carrefour (basada en Georges Simenon, 1932), en la que Pierre Renoir interpretaba al comisario Maigret, el director dirigirá una serie impresionista de obras maestras: Boudou salvado de las aguas (otra vez con Michel Simon, 1932), y lleno de contrasentidos poéticos, El crimen de Monsieur Lange (con Jules Berry, 1936), Una partida de campo (1936) en la que su sobrino Claude Renoir es el autor de la fotografía, que recuerda al mundo de su padre.
Su Toni, 1934, está lleno de claves, porque es una especie de manojo de filmes suyos. Pese a sus defectos, es donde lleva más lejos sus hallazgos sobre sí y sobre el cine.
Asimismo hay que contar con Los bajos fondos (donde trabajan Jean Gabin y Louis Jouvet, 1936). Buscando inspiración en las novelas de Gorki, como en este caso, o en los relatos de Maupassant, Jean Renoir demuestra un agudo sentido de la realidad, que pone al servicio de un auténtico naturalismo poético.

### Compromiso político
Poco a poco irá buscando la colaboración de Jacques Prévert y Roger Blin, que dan a su producción una dimensión abiertamente política, marcada por las ideas del Frente Popular, dado el horror que le inspiraba un personaje como Hitler: La vie est à nous, (1936), El crimen de Monsieur Lange, La Marsellesa, (1938). Esta tendencia abrirá el camino al neorrealismo italiano.
Antes de la Segunda Guerra Mundial, Jean Renoir trata de promover un mensaje de paz con La gran ilusión (1937), en la que participan (en un homenaje) su padre espiritual Erich von Stroheim y Jean Gabin. En La bestia humana (1938), trata de poner ante la pantalla los compromisos sociales de la época. En su obra maestra, La regla del juego (1939), prevé el desmoronamiento de los valores humanistas y traza un cuadro sin ninguna condescendencia sobre las costumbres de la sociedad francesa.

### Etapa estadounidense
Exiliado en los Estados Unidos en 1940 a raíz de la ocupación nazi de Francia (dejará inconclusa una adaptación de Tosca de Victorien Sardou, que al final rodará su amigo Carl Koch), Jean Renoir adquirió la nacionalidad estadounidense. 
Aunque se adaptó difícilmente al universo de Hollywood, dirigió a pesar de todo algunas películas por encargo, en especial películas de propaganda, como Esta tierra es mía, con Charles Laughton en 1943, o Salute to France en 1944, e hizo adaptaciones literarias (Memorias de una doncella, basado en Octave Mirbeau, 1946). 
Todo ello sucedió antes de viajar a la India para rodar una obra maestra, El río (The River, 1951). Es una película en color, contemplativa y serena, con un humanismo a veces desencantado: es el resultado de una experiencia propia. El influjo de este filme en el cine de la India será patente. Y, para Rivette, el viaje a la India se convirtió desde entonces en un referente (como antes lo era a Grecia).

### Sus últimas películas
De vuelta a Europa a principios de los años 1950, Jean Renoir aún rodará Le Carrosse d'or (basado en Prosper Mérimée, 1952), French Cancan (con Jean Gabin, María Félix y Françoise Arnoul, 1955), Elena y los hombres (con Ingrid Bergman y Jean Marais, 1956) y Le caporal épinglé (basado en Jacques Perret, 1962). 
Al encontrarse cada vez con mayores dificultades para producir su películas, se dedicó a la televisión (Le petit théâtre de Jean Renoir, 1969-1971) y, con mayor empeño, a la escritura. Publicó un libro sobre su padre, Renoir, mi padre (1962); su autobiografía, Mi vida y mis películas (1974); un ensayo (Escritos 1926-1971, 1974), algunas obras de teatro (Orvet, 1955), así como varias novelas (Los cuadernos del capitán Georges, 1966; El crimen del inglés, 1979). 
En 1970 se retiró y se fue a vivir a Beverly Hills, en donde murió en 1979.

## Filmografía

### Como director
- 1924 - Catherine o una vida sin alegría (Catherine ou une vie sans joie), 2.ª versión, 1927, guion y producción; dirigida por Albert Dieudonné.
- 1925 - La fille de l'eau
- 1926 - Nana
- 1927 - Sur un air de charleston
  - Marquitta
- 1928 - La petite marchande d'allumettes
  - Tire au flanc
  - Le tournoi dans la cité
- 1929 - Le bled
- 1931 - On purge bébé
  - La golfa (La Chienne)
- 1932 - La Nuit du carrefour
  - Boudu salvado de las aguas (Boudu sauvé des eaux)
- 1933 - Chotard et Cie
- 1934 - Madame Bovary
- 1935 - Toni
- 1936 - El crimen de Monsieur Lange (Le crime de Monsieur Lange)
  - Los bajos fondos (Les Bas-Fonds)
  - Una partida de campo (Une partie de campagne)
  - La vida es nuestra (La vie est à nous)
- 1937 - La gran ilusión (La grande illusion)
- 1938 - La Marsellesa (La Marseillaise)
  - La bestia humana (La bête humaine)
- 1939 - La regla del juego (La Règle du jeu)
- 1941 - Aguas pantanosas (Swamp Water)
- 1943 - Esta tierra es mía (This Land is Mine)
- 1945 - El sureño (The Southerner)
- 1946 - Memorias de una doncella (The Diary of a Chambermaid)
  - Salute to France
- 1947 - Una mujer en la playa (The Woman on the Beach)
- 1950 - El río (The River)
- 1952 - La carroza de oro (Le carrosse d'or)
- 1954 - French Cancan
- 1956 - Elena y los hombres (Elena et les hommes)
- 1959 - El testamento del Dr. Cordelier (Le testament du Docteur Cordelier, título original; Experiment in evil, título en inglés)
  - La comida sobre la hierba (Le déjeuner sur l'herbe)
- 1962 - El cabo atrapado (Le Caporal épinglé)
- 1971 - Le petit théâtre de Jean Renoir

### Como actor o presentador
- 1924 - Catherine, como el subprefecto
- 1936 - Una partida de campo, como Poulain
  - La vida es nuestra, como el propietario del bistró
- 1938 - La bestia humana, como Cabuche
- 1939 - La regla del juego, como Octave
- 1959 - El testamento del Dr. Cordelier, como él mismo
- 1971 - Le petit théâtre de Jean Renoir, como presentador

## Teatro

### Puesta en escena
- 1954: Representación única de Julio César de William Shakespeare en la arena de Arlés,[11] decorados creados por el pintor Guy Renne.[12]
- 1955: Orvet de Jean Renoir, Théâtre de la Renaissance

### Adaptación
- 1957: Le Grand Couteau de Clifford Odets, dirigida por Jean Serge, Théâtre des Bouffes-Parisiens, creado el 4 de octubre de 1957

## Escritos

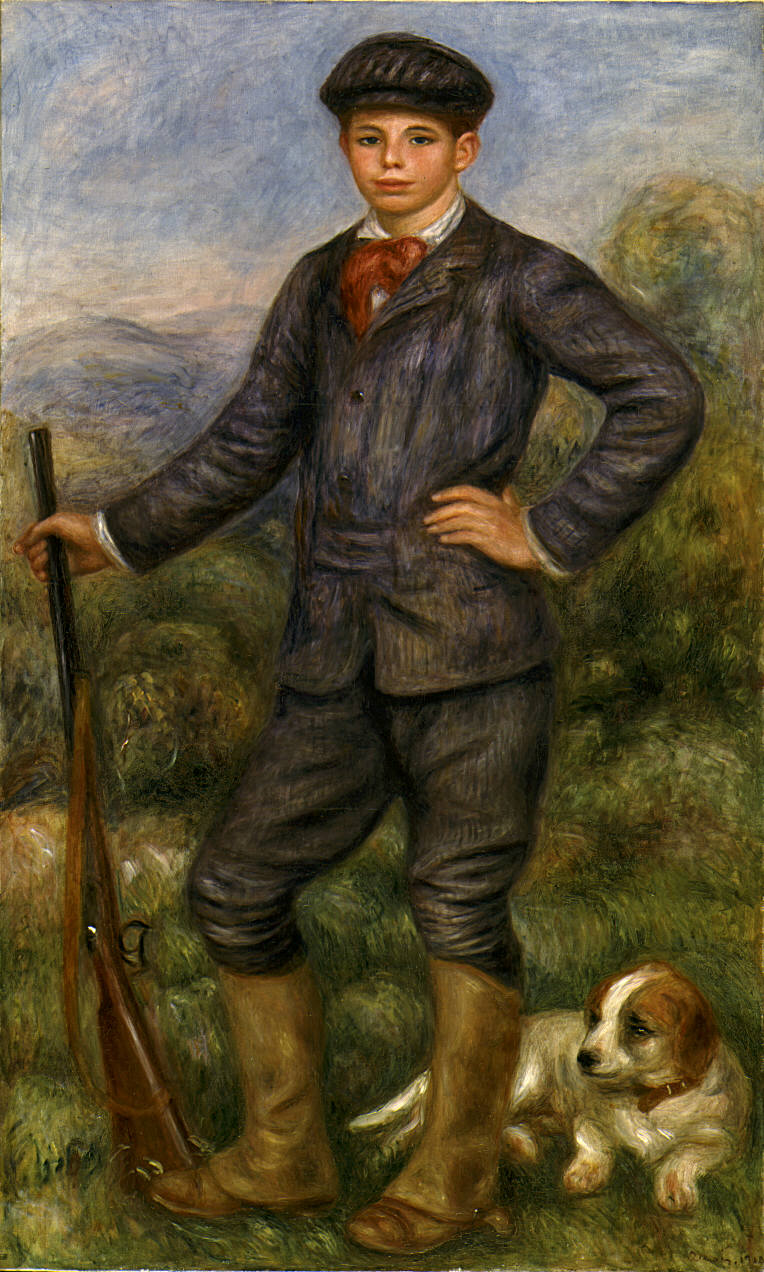
Pintura Jean Renoir en chasseur obra de su padre
Auguste Renoir, 1910, museo de Arte del condado de Los Ángeles.

- Orvet, pieza en tres actos, París, Gallimard, 1955
- Pierre-Auguste Renoir, mon père, 1962, y Gallimard, Folio, 1981. Trad. esp. Renoir, Buenos Aires, Editorial Sudamericana, 1964
- Les Cahiers du capitaine Georges, París, Gallimard, 1966
- Ma vie et mes films, París, Flammarion, 1974. Trad. esp. Mi vida, mis films, Valencia, Torres, 1975
- Écrits 1926-1971, París, Pierre Belfond, 1974
- Carola, pieza en tres actos, L'Avant-Scène Théâtre, 597, noviembre 1976
- Le Cœur à l'aise, París, Flammarion, 1978
- Julienne et son amour, junto a En avant Rosalie, París, Henri Veyrier, 1978
- Le Crime de l'Anglais, París, Flammarion, 1979
- Geneviève, París, Flammarion, 1979
- Entretiens et propos, 1979 (ahora: Cahiers, 2005)
- Lettres d'Amérique, París, Presses de la Renaissance, 1984
- Le passé vivant, Cahiers, 1989
- Correspondance,  1913-1978, Plon, 1998

## Premios y distinciones
Premios Óscar
| Año  | Categoría        | Película         | Resultado |
| ---- | ---------------- | ---------------- | --------- |
| 1946 | Mejor director   | The Southerner   | Nominado  |
| 1974 | Óscar Honorífico | Óscar Honorífico | Ganador   |

Festival Internacional de Cine de Venecia
| Año  | Categoría            | Película  | Resultado |
| ---- | -------------------- | --------- | --------- |
| 1946 | Mejor película       | El sureño | Ganador   |
| 1951 | Premio Internacional | El río    | Ganador   |

- Premio César honorífico

Nominaciones y candidaturas
- Festival de Cine de Venecia de 1937: en competición por la Copa Mussolini por La Grande Illusion (La gran ilusión)
- Festival de Cine de Venecia 1939: en competición por la Copa Mussolini por La Bête humaine (La bestia humana)
- Festival de Cine de Venecia 1961: en competición por el León de Oro por Le Fleuve (El río)
- Berlinale 1962: en competición por el Oso de Oro por Le Caporal épinglé

Otra distinción
- Paseo de la Fama de Hollywood: estrella inaugurada el 8 de febrero de 1960 en el 6212 Hollywood Blvd